# 于重華 (餘姚)
于重華（？年—1637年），字素生，浙江紹興府余姚县民籍。明朝政治人物。

## 生平
治尚書，天啓七年（1627年）丁卯科舉人，崇禎四年（1631年）辛未科進士，礼部观政，六年授刑部四川司主事，执法不阿。七年江南恤刑，有疑狱久未判决，重华奉命前往审理，使无冤案。八年升云南司员外郎、郎中，同年出知江西饶州府，察民痍伤，首治违法者。典卖财物、捐赠俸禄增修城墙，储备守城钱粮，使饶州人民得以安居。以循良上奏，署理九江道，崇禎十年（1637年）病逝，士民持服为他送葬者千余人，入祀名宦祠 。

## 引用
1. ↑  《崇祯四年辛未科三百五十名进士履历》：于重華，恬華，書一房，戊申二月十二日生。餘姚人，丁卯三六，会六十四，二甲五十三。礼部政，癸酉授刑部四川司主事，甲戌江南恤刑，乙亥升云南司员外，升饶州知府，丁丑卒。曾祖義譯。祖元孝，庠生。父賛，省祭。
2. ↑  《余姚县志》：于重华，字素生，治尚书，有声，崇祯四年进士，由礼部主事移刑部，执法不阿。江南有疑狱久未决，重华奉命往理，无冤。历员外郎中，出江西饶州，察民痍伤，首治梗法者。稽天城坏，无积资，自典鬻、捐俸修之，增高三尺，又以廉银积毂数千石为城守计，饶民以安。以循良奏，署九江道，病卒。初重华署清军同知，建义学于颜范二公祠侧，延师造士，饶郡文学丕振，又征鄱阳县粮，不取丝毫费。其卒也，士民持服走送者千余人，祀名宦。
3. ↑  《饶州府志》：于重华，浙江余姚人，辛末进士，崇祯十年知饶州，明察善断，嫉恶甚严，甫下车，廉得地方三大蠹，旬日除之，士民称快。每晨书日昃，事无巨细，裁决无停晷，逾年以疾卒于任。